# Phoneutria nigriventer
Araignée errante du Brésil
Pour les articles homonymes, voir Phoneutria Nigriventer.
Espèce
Synonymes
- Ctenus nigriventer Keyserling, 1891
- Ctenus rufichelis Mello-Leitão, 1917
- Ctenus paca Mello-Leitão, 1922
- Ctenus luederwaldti Mello-Leitão, 1927

Phoneutria nigriventer, l'araignée errante du Brésil est une espèce d'araignées aranéomorphes de la famille des Ctenidae.
Cette araignée est aussi surnommée « araignée-banane » comme d'autres araignées peuplant les bananeraies et parfois retrouvées dans les transports de marchandises. Contrairement à la rumeur, cette espèce présente rarement un danger pour un humain adulte, même si sa morsure est douloureuse. De plus, elle est fréquemment confondue dans les arrivages de bananes avec des araignées nettement moins venimeuses.

## Distribution
Cette espèce se rencontre en Argentine, au Paraguay, en Uruguay et au Brésil.
Elle peut se retrouver dans des marchandises importées depuis ces pays, comme en 2014 à Londres.
Cette dangereuse araignée est la cause de certaines psychoses collectives, parfois injustifiées.
En France, le 3 janvier 2015, à Passy en Haute-Savoie, une araignée trouvée par un commerçant dans un régime de bananes provenant de République dominicaine (où Phoneutria nigriventer n'est pas présente) est d'abord signalée comme appartenant à cette espèce, mais Christine Rollard, aranéologue, explique deux jours plus tard sur France Inter qu'il s'agit en fait d'une babouk (Heteropoda venatoria), espèce d'une famille différente et dont la morsure est beaucoup plus anodine pour les humains.

## Description

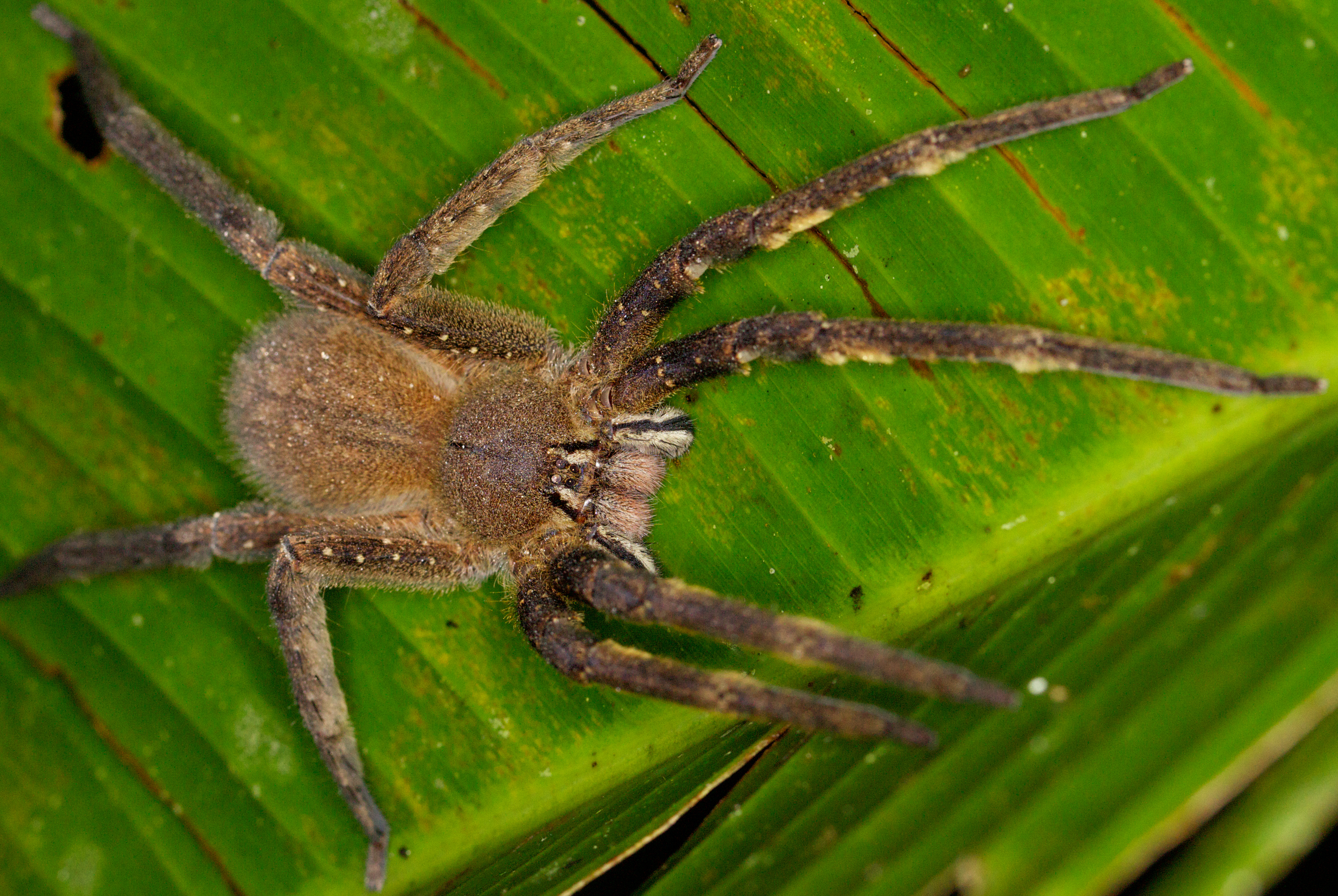
Phoneutria nigriventer

Elle a des pattes grandes de 130 à 150 mm pour un corps de 17 à 48 mm. Bien qu'ayant une envergure moins imposante, elle peut être confondue avec Phoneutria fera. 

## Écologie et comportement
Phoneutria nigriventer a la réputation de se cacher dans les régimes de bananes, d'où le surnom d'araignée-banane ou « araignée des bananes » (traduit de l'appellation anglaise banana spider).

## Venin

### Analyse et toxicité
Le venin de cette araignée comprend plusieurs fractions toxiques, puissantes, ciblant une « myriade de canaux ioniques trouvés dans les cellules ». L'une d'elles est appelée « PhTx3 » (pour Phoneutria nigriventer toxin 3) et provoque une paralysie flasque chez les souris injectées. PhTx3 est un bloqueur des canaux calcium (Ca2+) à large spectre, et comprend plusieurs peptides neurotoxiques, nommés de Tx3-1 à Tx3-6. Tx3-3 semble bloquer les canaux calcium servant à la libération par exocytose du glutamate, et Tx3-4 a diminue aussi la libération du glutamate. PhTx3 inhibe également l'absorption du calcium et celle du glutamate dans les synaptosomes. Une autre fraction toxique, PhTx2, agit sur les canaux sodium (Na+) en facilitant leur activation et provoque une paralysie spastique et la mort par ses composés Tx2-1, Tx2-5 et Tx2-6. Tx2-6 engendre une forte stimulation nerveuse et en augmentant le taux d'oxyde nitrique dans le sang provoque de longues et pénibles érections. Chez les souris, Tx2-9 provoque l'érection de la queue et un grattage.

### Dangerosité pour l'homme

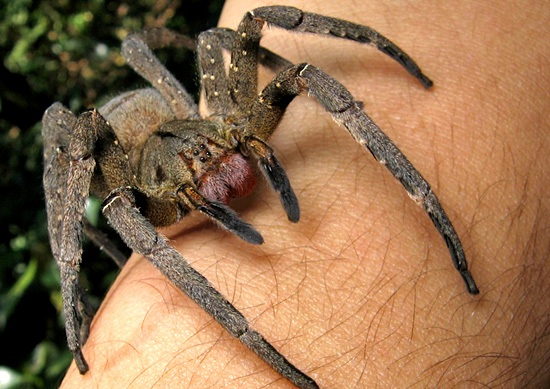
Phoneutria nigriventer

Bien qu'elle soit parfois douloureuse, la morsure est rarement mortelle pour les humains. Phoneutria nigriventer est toutefois l'espèce du genre Phoneutria pour laquelle on recense le plus grand nombre de morsures.
La dangerosité de cette araignée est souvent présentée avec peu de nuances par les médias et Phoneutria nigriventer est réputée comme étant « la plus venimeuse de toutes les araignées » Il est vrai qu'une dose de 0,05 mg de son venin suffit à tuer un homme de 80 kilogrammes, mais, dans les faits, les personnes subissent une morsure défensive et ne reçoivent donc pas une dose de venin destinée à tuer des proies.
Le Brésil est le pays le plus touché, avec des milliers de morsures par an, qui ont surtout lieu entre mars et avril, qui doivent correspondre à la période de reproduction des araignées, époque où elles se trouvent alors davantage dans les habitations. Sur 422 envenimations de Phoneutria au Brésil, seuls deux jeunes enfants sont morts, alors que 90 % des 10-70 ans et 80 % des moins de 10 ou plus de 70 ans n'avaient que de légers symptômes ou aucune réaction. Les envenimations sévères, pouvant s'avérer fatales, représentent moins d'un cas sur cent et concernent principalement les enfants,.

## Systématique et taxonomie
Phoneutria nigriventer est décrite en 1891 par l'arachnologiste Eugen Von Keyserling sous le protonyme Ctenus nigriventer et d'après un holotype femelle collecté dans le Rio Grande do Sul. On recense les synonymes suivants, :
- Ctenus rufichelis[18], décrit d'après un mâle trouvé à São João del-Rei, mais l'holotype est présumé perdu  placée en synonymie par Simó et Brescovit en 2001[19] ;
- Ctenus paca[20], décrit d'après une femelle immature provenant de São Paulo placée en synonymie par Eickstedt et Lucas en 1969[21].
- Ctenus luederwaldti[22] est considérée par Eickstedt en 1981 comme synonyme de Phoneutria nigriventer[23] avant d'être déclarée nomen dubium par Martins et Bertani en 2007[6]. En effet, le juvénile de Blumenau servant d'holotype est inexploitable, ses motifs ventraux étant passés, et peut tout aussi bien représenter Phoneutria nigriventer que Phoneutria keyserlingi.

## Publication originale
- Keyserling, 1891 : Die Spinnen Amerikas. Brasilianische Spinnen. Nürnberg, vol. 3, p. 1-278 (texte intégral).